# Novi Gradac
Novi Gradac – wieś w Chorwacji, w żupanii virowiticko-podrawskiej, w gminie Gradina. W 2011 roku liczyła 167 mieszkańców.